# 卡别语
卡别语是一种在中国云南省江城哈尼族彝族自治县、墨江哈尼族自治县和绿春县使用的南部彝语。
以哈尼语罗马音正字法转写的卡别语词表由敏塔敏吉(2013)和罗家祥&敏塔敏吉.(2016)提供。

## 分布
卡别语在下列村使用：
- 墨江县泗南江镇西歧村
- 绿春县大黑山乡撮芦/洛村撮芦组
- 江城县加禾乡隔界村大地房
- 江城县加禾乡南旺村石屏寨